# 변속기

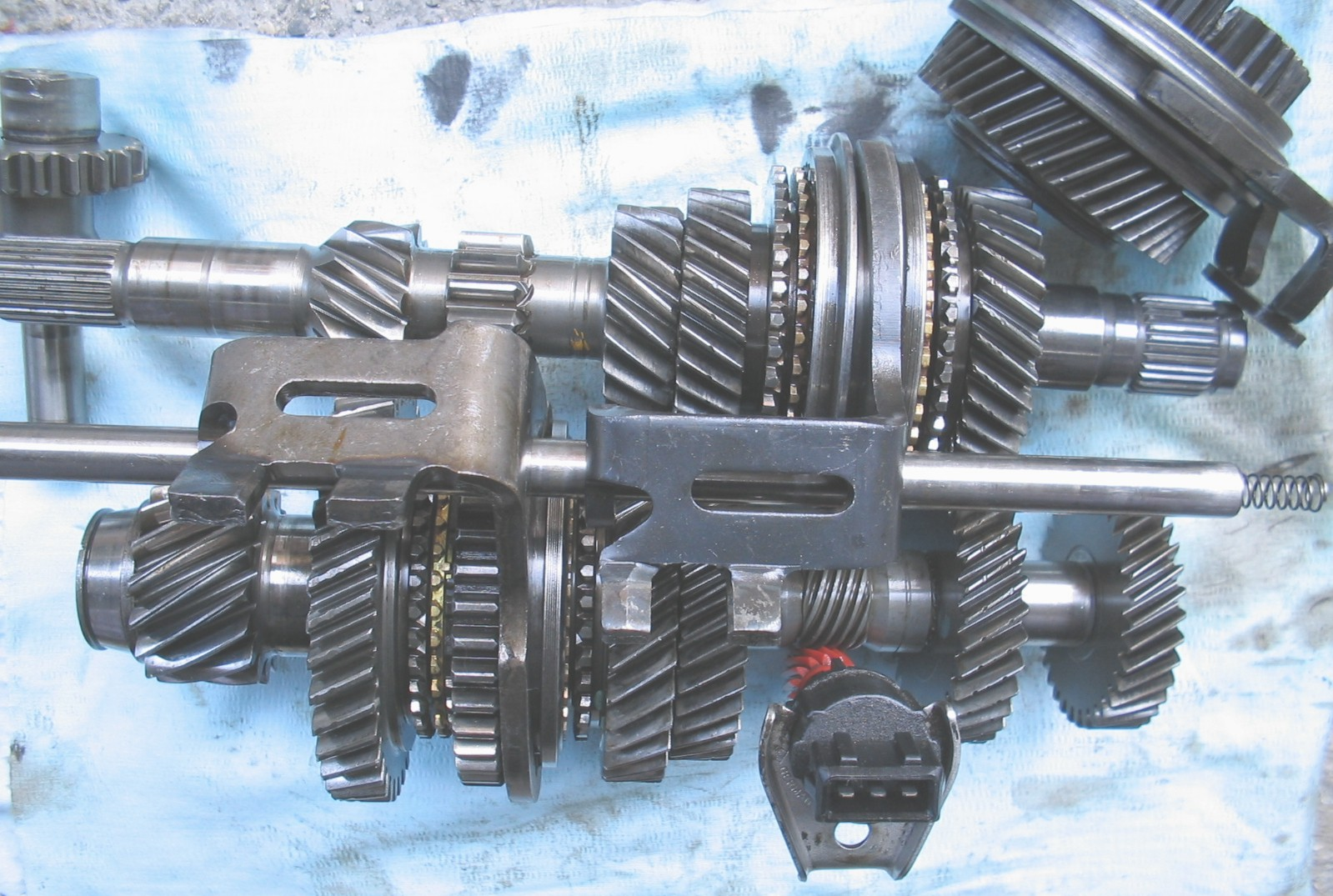
5단 기어박스

변속기(變速機, transmission)는 자동차 등 원동기의 속력이나 회전력을 바꾸는 장치이다.

## 원리
톱니바퀴로 회전수와 방향을 바꾼다. 입력 회전수와 출력 회전수의 비를 변속비(變速比)라고 한다. 자동차가 출발할 때부터 고속으로 달리기까지 요구되는 힘이나 속도는 일정하지 않다. 그럼에도 불구하고 변속비가 일정하면, 엔진의 사용회전 범위는 자동차에 필요한 힘이나 속도를 얻는 데는 충분하지 않다. 더구나 때에 따라서는 후진할 필요도 생긴다. 이러한 요구에 따라 필요한 것이 변속기이다. 보통 자동차의 변속기는 각각 변속비가 다른 전진방향 6~7단 및 후진방향 1단, 합계 7~8단의 변속이 가능한 것이 많다. 그런데 이 변속비는 자전거의 치수비(齒數比)와 같지만 자전거는 크랭크가 1회전하는 사이에 뒷바퀴가 몇 번 회전하는가를 표시하는 것인 데 비해 자동차는 엔진의 회전이 빠르므로 엔진이 몇 번 회전했을 때 변속기의 출력 축이 한번 회전하는가를 표시하는 것이 습관으로 되어 있다. 전진 3단의 변속기의 예를 보면, 변속비가 큰 순으로 각각 로기어(low gear)로는 3.5, 세컨드기어(second gear)로는 1.8, 서드기어(third gear：top gear)로는 1.0, 백기어(back gear)로는 3.7 정도의 것이 많다. 대형 트럭의 변속기 중에는 전진 12~13단, 후진 2단식의 것도 있다. 또한 변속기와 구동차륜의 차축과의 사이에도 감속 기어가 있으며, 여기서도 3.7 ~ 4.2 정도의 감속비로 되어 있다. 따라서 엔진이 몇 번 회전하면 구동차륜이 한번 회전하는가를 총감속비라고 한다. 이것은 앞에 설명한 변속기의 변속비와 감속기어의 감속비와의 곱으로 표시된다. 변속기의 변속방법은 자전거의 경우에는 체인을 고쳐 걸어서 하지만 자동차에서는 기어의 짜임새를 바꾼다.

## 종류

### 일반적 구분
- 수동변속기 : 운전자가 클러치를 밣은 후 손으로 하나하나 컬럼을 조작하는 방식.
- 자동변속기 : 운전자가 컬럼을 원하는 단(P, N, R, D 등)에 두기만 하면 자동으로 해당 변속이 되는 방식. 종류로는 ATF, CVT, DCT 등이 있다.

### 심화적 구분
- 슬라이딩 기어식(sliding gear：選擇摺動式) : 희망 치수비의 기어를 그 회전축상에서 미끄러지게 하여 기어의 맞물린 상태를 바꾸는 방법이 있다. 이는 변속기의 출력축과 입력축의 회전 중에 변속을 해야 하므로 기어가 맞물리기 어려운 결점이 있다.

- 콘스턴트 메시식(constant mesh type) : 슬라이딩 기어식의 결점을 없애기 위하여 모든 기어를 맞물려 둔 채로 변속비를 바꾸어 가는 방식. 이것은 기어의 손상이 작고 조작도 쉽게 할 수 있다. 콘스턴트 메시식도 엔진과 변속기와의 사이의 동력의 단속에는 슬라이딩 기어식과 마찬가지로 마찰관 클러치가 사용되고 있다.

- 네일 클러치(nail clutch) : 희망하는 변속비에서 돌고 있는 기어에 걸리는 동력을 단속하며 기어에 클러치가 붙어 있는 방식. 이 네일 클러치는 기어와 같은 재료로 만들어져 있다. 그런데 이 네일 클러치식 변속기도 네일을 빼낼 때, 덜거덕거리는 소리를 내고 네일이 상하는 일이 많으므로 앞에 말한 슬라이딩 기어식의 변속기에 비해서 변속동작은 부드럽다고 하지만 더욱 숙련이 요구되었다.

- 싱크로메시(synchro mesh type) : 위 네일 클러치 방식을 개선한 방식으로서, 그 원리는 네일이 맞물리기 전에 네일 클러치와 기어 사이의 작은 마찰 클러치가 접촉하여 네일 휠(nail wheel)의 회전을 일으켜서 맞물리는 네일끼리의 회전이 일치될 때, 비로소 네일을 맞물리도록 되어 있다. 참고로 요즈음의 승용차는 대부분이 이 싱크로 메시식의 변속기로 되어 있다. 또한 운전 조작을 편하게 하기 위해서는 자동변속기와 토크 컨버터(torque converter)가 사용되고 있다.

### 기타
- 토크 컨버터 : 자동변속기에 변속을 위한 핵심 장치. 토크 컨버터는 도시의 혼잡 속에서는 번거로운 클러치 조작이나 기어 변속이 필요하지 않다. 토크 컨버터는 클러치와 변속기의 두 가지의 성능을 겸하고 있다. 클러치로서의 토크 컨버터의 원리는 정지하고 있는 선풍기를 향해 또 하나의 선풍기를 돌리면 정지해 있는 선풍기가 돌게 되는 것과 같은 것으로 유체로서 기름을 이용하여 동력의 단속을 하고 있다. 변속기로서의 토크 컨버터의 작용은 펌프와 터빈 사이에 있는 스테이터(stator)의 반력(反力)에 의하여 엔진의 회전에 따라서 전달되는 회전력이 증가하는 기구에 의한다. 기어식의 변속기에 비해서 기름을 매체로 하고 있으므로, 변속은 부드럽고 클러치도 넣지 않고 다만 가속 페달(accelevator pedal)을 밟음으로써 자동차를 정지상태로부터 발진시킬 수가 있다. 그러나 토크 컨버터만의 토크의 변환비(變換比：기어로 말하면 變速比)는 최대로 해서 1.5 ~ 2 정도밖에 취할 수 없으며, 변속비가 부족하므로 이것과 자동변속기를 조합해서 사용하는 경우가 많다. 현재 많이 채용하고 있는 자동변속기는 유성 기어가 사용되며, 기어의 변경은 유압이나 전자압에 의해서 행하여진다. 그 조작은 전자동식이므로 운전은 대단히 간단하게 된다.

## 같이 보기
- 연속 가변 변속기
- 자동변속기
- 수동변속기
- 자전거 변속기